# Distrikt Huayllati
Der Distrikt Huayllati liegt in der Provinz Grau in der Region Apurímac im zentralen Süden von Peru. Der Distrikt wurde am 2. Januar 1857 gegründet. Er besitzt eine Fläche von 124 km². Beim Zensus 2017 wurden 1437 Einwohner gezählt. Im Jahr 1993 lag die Einwohnerzahl bei 2471, im Jahr 2007 bei 1830. Die Distriktverwaltung befindet sich in der 3481 m hoch gelegenen Ortschaft Huayllati mit 370 Einwohnern (Stand 2017). Huayllati liegt 31 km ostnordöstlich der Provinzhauptstadt Chuquibambilla.

## Geographische Lage
Der Distrikt Huayllati liegt im Andenhochland am rechten Flussufer des nach Nordosten fließenden Río Vilcabamba im Nordosten der Provinz Grau.
Der Distrikt Huayllati grenzt im Südwesten an den Distrikt Curpahuasi, im Nordwesten an den Distrikt Mariscal Gamarra, im Osten an den Distrikt Coyllurqui (Provinz Cotabambas) sowie im Süden an den Distrikt Progreso.